# 예시바

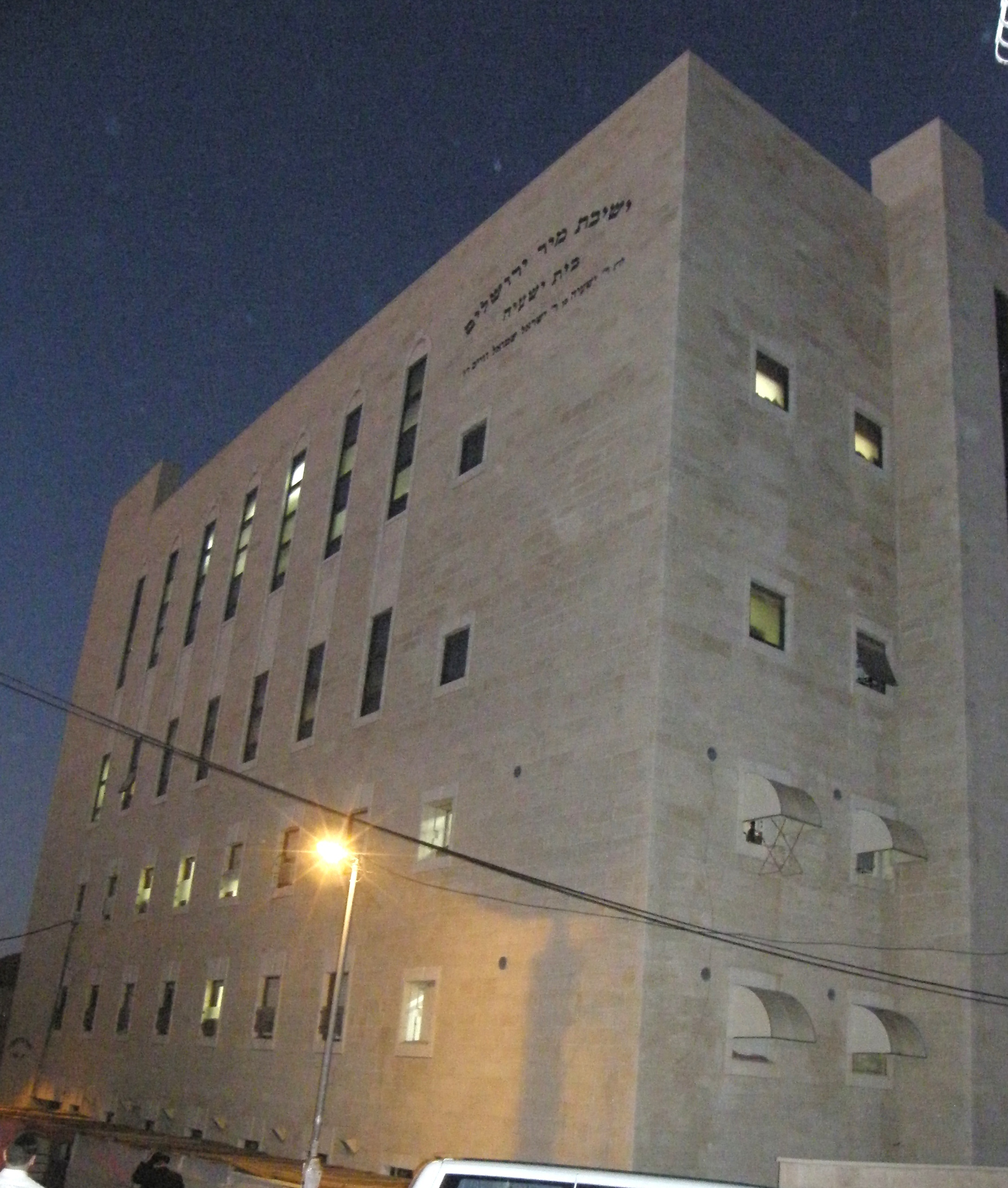
예루살렘의 미르 예시바

예시바(히브리어: ישיבה, Yeshiva)는 유대교의 전통적 교육기관으로, 탈무드 등 랍비 문학과 할라카(유대법), 토라, 유대 철학 등을 주로 학습한다. 교육은 주로 하브루타라는 특유의 그룹을 이루는 방식으로 매일 강의(시우르)가 이루어진다. 경우에 따라 다르나 흔히 중, 고등학교 단계의 학생들이 들어가며, 한편 주로 기혼 남성을 위한 콜렐(כולל)이라는 교육기관이 있다. 예시바는 전통적으로 남자만 들어갈 수 있었으나 현대에는 정통파 기관이 아니면 여자에게도 열려있다. 한편 정통파의 경우 여자는 미드라샤(מדרשה)라는 별도의 기관에 들어간다.

## 같이 보기
- 종교학교